# Ципура
Ципу̀ра или коца (на латински: Sparus aurata) е типична средиземноморска риба от семейство спарови (Sparidae).

## Разпространение
Тя се среща в Средиземно море и доста по-рядко в Черно море, навлиза и в прилежащите части на Атлантическия океан. Обитава предимно места, обрасли с морска трева – пясъчни дъна с дълбочина до 30 м. Среща се поотделно или на малки разпръснати групи.

## Описание
Тялото на тази риба е овално, високо и странично сплеснато. Достига до 70 см дължина и 16 кг тегло, но такива екземпляри са рядкост. Официалният рекорд е 7,36 кг и е поставен край град Брест, Франция. Очите са малки, главата е с много характерна форма в профил, коремът е почти равен. Цветът ѝ е сребристосив, а между очите и на „бузите“ има ясно различими при възрастните златисти петна, които са дали основание доста от имената ѝ в различните езици да са свързани със злато. Даже втората част на латинското ѝ наименование Sparus aurata означава златна. Името ципура е гръцко и е преминало в българския, тъй като основните количества от тази риба на нашия пазар идват от егейските брегове. Ципурата е от мъжки пол през първите три години от живота си, след това сменя пола си и остава женска до края на живота си.

## Хранене
Храни се с дребни безгръбначни животни.